# Psihološka obzorja
Psihološka obzorja je slovenska znanstvena revija, ki jo izdaja Društvo psihologov Slovenije od leta 1992. Od leta 2013 izhaja le na spletu (COBISS).